# Ischiolobos holocephaloides
Ischiolobos holocephaloides là một loài ruồi trong họ Asilidae. Ischiolobos holocephaloides được Lindner miêu tả năm 1955.